# 43. Sinfonie (Haydn)
Die Sinfonie Es-Dur Hoboken-Verzeichnis I:43 komponierte Joseph Haydn um 1770/71 während seiner Anstellung als Kapellmeister beim Fürsten Nikolaus I. Esterházy. Sie trägt den nicht von Haydn stammenden Beinamen „Merkur“.

## Allgemeines

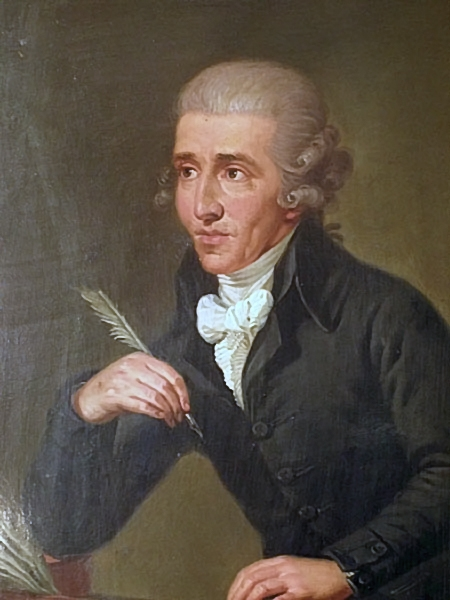
Joseph Haydn (Gemälde von Ludwig Guttenbrunn, um 1770)

Die Sinfonie Nr. 43 komponierte Haydn um 1770/71 während seiner Anstellung als Kapellmeister beim Fürsten Nikolaus I. Esterházy. Der Beiname „Merkur“ taucht erstmals 1839 im handschriftlichen Verzeichnis der Werke Haydns von Aloys Fuchs auf. Der Ursprung ist unbekannt. Jean Pang vermutet, dass die Titelgebung auf eine Verwechslung mit der Sinfonie Nr. 50 zurückzuführen sein könnte, deren Anfangssätze als Ouvertüre zur Marionettenoper Philemon und Baucis verwendet wurde: Der erste dort auftretende Charakter ist Merkur.

„Die Benennung hat der Sinfonie nicht einmal zu größerer Popularität verholfen, denn in der Nachbarschaft so großartiger Werke wie „La Passione“ und „Maria Theresia“, der „Trauer“- und der „Abschiedssinfonie“ fristet die Sinfonie „Merkur“ etwas ein Schattendasein, ungeachtet so mancher schöner Details, die sich auch in ihr finden. Sie verkörpert mehr einen kammermusikalischen Typus, gibt sich weniger dramatisch.“

## Zur Musik
Besetzung: zwei Oboen, zwei Hörner, zwei Violinen, Viola, Cello, Kontrabass. Zur Verstärkung der Bass-Stimme wurde damals auch ohne gesonderte Notierung ein Fagott eingesetzt. Über die Beteiligung eines Cembalo-Continuos in Haydns Sinfonien bestehen unterschiedliche Auffassungen.
Aufführungszeit: ca. 25 Minuten (je nach Einhalten der vorgeschriebenen Wiederholungen).
Bei den hier benutzten Begriffen der Sonatensatzform ist zu berücksichtigen, dass dieses Schema in der ersten Hälfte des 19. Jahrhunderts entworfen wurde (siehe dort) und von daher nur mit Einschränkungen auf ein um 1770 komponiertes Werk übertragen werden kann. – Die hier vorgenommene Beschreibung und Gliederung der Sätze ist als Vorschlag zu verstehen. Je nach Standpunkt sind auch andere Abgrenzungen und Deutungen möglich.

### Erster Satz: Allegro
Es-Dur, 3/4-Takt, 254 Takte

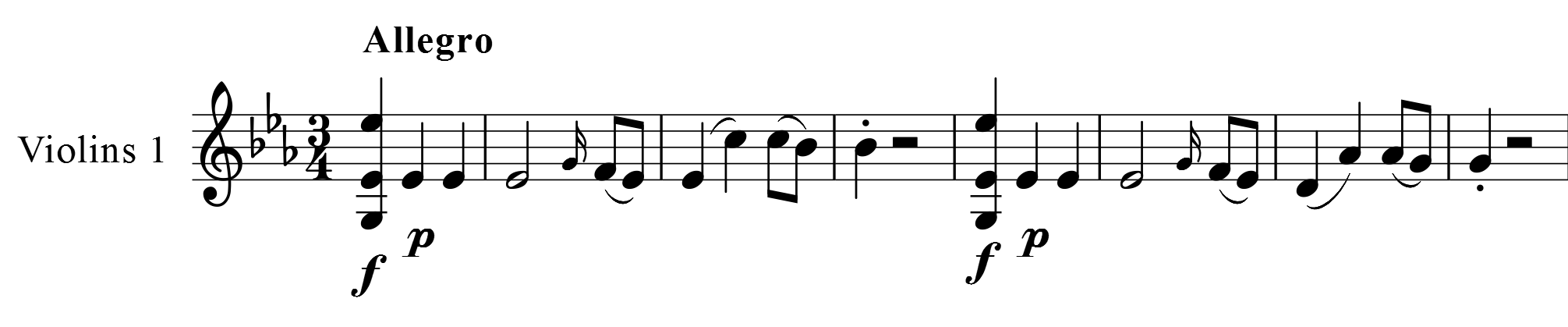
Beginn des Allegro mit Phrase 1 und 2

Das Allegro beginnt mit einem ausgedehnten Themenkomplex („erstes Thema“, Takt 1 bis 26), der aus vier durch Pausen getrennten Phrasen besteht. Alle schließen jeweils auf der Tonika Es-Dur. Die Phrasen 1 und 2 sind viertaktig und wirken zusammen wie ein periodisch aufgebautes Thema. Sie sind aus einem Forte-Akkordschlag des Tutti und einer sanglichen Piano-Wendung der Streicher gestaltet. Den Auftritt von dazu kontrastierendem, neuen Material hat Haydn verzögert, indem zwei weitere, jeweils längere Phrasen angehängt werden: Zunächst mit der durch [[Chromatik}]] angereicherten, sechstaktigen Phrase 3, dann mit der durch zwölf Takte (aus 6+6 Takten) nochmals verlängerten Phrase 4 nur für Streicher, die sogar ohne den dynamischen Kontrast des Forte-Akkordschlags auskommt. Beide Phrasen haben einen „suchenden“ Gestus.  Erst in Takt 26 ist der Themenkomplex beendet. Umso stärker hat Haydn den Kontrast zum folgenden, energischen Forte-Block gestaltet: Die Violinen fangen mit rasanten Tremolo-Läufen an, kurz darauf folgen versetzt Bass und Bläser in „aufschäumende(r) Brandung des gesamten Orchesters.“ Dieser in die Länge gezogene, relativ statische Satzanfang wird in der Literatur verschieden bewertet: So kritisiert Charles Rosen:

„Eine solche Reihe von schwachen Tonikaschlüssen ist nur annehmbar, solange man von der Phrase keinerlei Anlagen zu artikulierter Gestalt oder notwendiger Fortsetzung erwartet. Die entspannte Schönheit dieses Anfangs ist offensichtlich, aber ein Stil, der sie um den Preis einer so schlaffen Übereinstimmung zwischen Kadenzharmonien und großrhythmischer Bewegung akzeptiert, kann dramatische Wirkung nur durch das Außergewöhnliche erzielen. Der spätere Haydn ist dramatisch, ohne sich anzustrengen, auf ganz selbstverständliche Weise und mit dem alltäglichsten Material. In diesem Abschnitt können wir Haydns Ringen beobachten: nicht allein die Forte-Akkorde zu Anfang jeder Phrase, auch die zunehmende Ausdehnung der Phrasenlänge stellen Versuchen dar, ein Gefühl von Energiezuwachs zu erzwingen. Mehr Erfolg ist ihm auch weiterhin nicht beschieden; der schnelle Rhythmus in Takt 27 überzeugt nicht, weil er nicht ist, was er sein möchte, eine rhythmische Beschleunigung, sondern nur eine zusätzliche Aufgeregtheit in den Geigen.“

James Webster lehnt die Kritik von Charles Rosen dagegen ab:

„Das ausgedehnte Thema im ersten Satz täuschte sogar einen so guten Kritiker wie Charles Rosen (…).  Zugegeben, das Thema scheint etwas ziellos um die erste Umkehrung des Tonikadreiklangs zu kreisen, aber das ist gerade Haydns Absicht. Es schreitet zu lange fort, weigert sich zu demonstrativ, etwas zu tun, so dass wir zunehmend unruhig werden, mehr und mehr das Bedürfnis haben, etwas Neues zu hören. Haydn präsentiert es uns auch am Ende, wenn die Violinen mit einem plötzlichen forte in Tremolo-Sechzehnteln herabstürzen und der harmonische Rhythmus sich steigert. Das führt dann zu einer überaus kraftvollen Kadenz, die das erste Thema abschließt und zur energischen Überleitung führt.“

Der Forte-Block nach dem ersten Thema ist bis auf ein rhythmisches Frage-Antwort-Motiv mit starken Intervallsprüngen durch das Tremolo der Violinen geprägt. Das zweite Thema ab Takt 60 steht erwartungsgemäß in der Dominante B-Dur und wird von den Streichern piano vorgetragen. Es ist eine Variante des ersten Themas (bzw. von Phrase 1 und 2), wobei der Forte-Akkordschlag und die Pausen fehlen. Der anschließende Abschnitt bis zum Ende der Exposition ist wiederum im schwungvoll-rasanten Ausdruck gehalten: Die Violinen setzen erneut in Sechzehntelbewegung ein, nun als Staccato-Läufe aufwärts, dann folgt ein Bassmotiv mit „zerklüfteter“ Achtel-Begleitung der Violinen. Dieses Bassmotiv wird piano wiederholt, wobei die 1. Violine in ihrer Begleitung zu rhythmisch auflockernder Tonrepetition in Synkopen wechselt. Die „zerklüftete“ Achtelbewegung tritt dann unter weiterer Synkopenbegleitung in einem Dialog der hohen und tiefen Streicher in den Vordergrund und dominiert schließlich sogar im Streicher-Unisono. Ein kurzes, aufstrebendes B-Dur – Dreiklangsmotiv beendet die Exposition.
Die Durchführung startet mit Material von Phrase 1, das sich chromatisch-zögernd aufwärts bewegt. Überraschend treten dann Phrase 1 und (variiert) Phrase 2 vom ersten Thema in der Tonika Es-Dur ein, und auch die anschließenden Sechzehntelläufe in den Violinen suggerieren einen verfrühten Repriseneintritt. In den weiteren Takten wechselt Haydn dann durch verschiedene Tonarten inklusive Molltrübung und lässt die „zerklüftete“ Figur vom Ende der Exposition im Streicherdialog (nun zwischen den Violinen) und im Unisono auftreten. Die Musik gerät erneut ins Stocken, unerwartet setzt dann Phrase 2 vom ersten Thema zunächst in As-Dur, dann in f-Moll ein, bis im dritten Anlauf die Tonika Es-Dur als „richtiger“ Reprisenbeginn erreicht ist.
Die Reprise ab Takt 162 ist anfangs etwas anders als die Exposition gestaltet: Im ersten Thema beteiligt sich das Horn mit klopfender Begleitung, und Phrase 4 ist durch Aneinanderreihung der Schlusswendung von Phrase 1 ausgedehnter. Das Thema geht gleich in das rhythmische Frage-Antwort – Motiv über (d. h. der Tremoloblock ist ausgelassen). Die Staccato-Läufe der 1. Violine nach dem zweiten Thema sind abwärts (statt wie vorher aufwärts). Danach ist die Struktur ähnlich der in der Exposition. Exposition sowie Durchführung und Reprise  werden wiederholt.

„Angefangen vom lyrischen Thema im Kopfsatz einer Symphonie, über die ersten Generalpausen und den überraschenden Forteeinwürfen, über die mehrfachen „falschen“ Reprisen in der Durchführung bis hin zur echten Reprise mit durchführungsartigen Elementen, ist dieser erste Satz voll von Überraschungen und unerwarteten Wendungen. Ein Kleinod einer auf höchstem künstlerischen Niveau stehenden Unterhaltung (…).“

### Zweiter Satz: Adagio
As-Dur, 2/4-Takt, 120 Takte
Das erste Thema wird nur von den Streichern piano vorgetragen, wobei die Violinen wie auch in anderen langsamen Sinfoniesätzen Haydns aus dieser Zeit mit Dämpfer („con sordini“) spielen. Das auftaktige Thema ist neben seinen Tonrepetitionen durch differenzierte Rhythmik gekennzeichnet. Es weist eine periodische Struktur aus zwei viertaktigen Hälften auf inklusive eines „Anhangs“ von zwei Takten. Nach dem Thema folgt ab Takt 11 mit einem Forte-Akzent ein Wechsel zu einer Kette aus Tonrepetition und Sekundschritten, die zur Dominante Es-Dur führt.
In Takt 21 setzt der Bass, begleitet von den Hörnern,  mit einem bewegten Motiv ein, das kurz darauf von den Violinen versetzt wiederholt wird („zweites Thema“). Die drei auftaktigen Tonrepetitionsnoten dieses Motivs werden in der anschließenden, längeren Passage mit seufzerartigen Vorhalten kombiniert. Nach einer kurzen Generalpause als Zäsur und durch Pausen unterbrochenen Floskelbewegung in Zweiunddreißigsteln setzt in Takt 38 erneut das zweite „Thema“ ein, nun klanglich ausgefüllt mit Bläserbegleitung und durchlaufender, teppichartiger Begleitung der 2. Violine in Zweiunddreißgsteln. Die Zweiunddreißigstel sind nach dem Eintritt der Sechzehntel in Takt 12 die zweite „Verschnellerung“ im Satz. Die Bewegung kommt forte in einer Fermate zur Ruhe. Die kurze Schlussgruppe greift die von Pausen unterbrochene Floskelfigur sowie die durchgehende Zweiunddreißigstelbegleitung wieder auf.
Die Durchführung variiert anfangs, angereichert mit Dissonanzen, die Schlusswendung im punktierten Rhythmus aus dem ersten Thema und verarbeitet dann in einer langen Passage das Seufzer-Motiv. Die Durchführung geht nahtlos in die Reprise ab Takt 81 über.
In der Reprise ist das erste Thema auf zwölf Takte ausgedehnt und geht gleich in das zweite Thema über. Während die in Es gestimmten Hörner in der Exposition beim zweiten Auftritt des zweiten Themas in der Lage waren, eine relativ ausführliche Begleitfigur zu spielen (da das zweite Thema in der Dominante Es-Dur erschien), ist ihre Stimme nun reduziert, da sie durch die Tonika As-Dur nur begrenzt zum Geschehen beitragen können. Ansonsten ist die Struktur ähnlich der in der Exposition. Exposition sowie Durchführung und Reprise  werden wiederholt.

„Der ganze Satz ist erfüllt von einem sich geradezu rhapsodisch verströmenden Ausdruck der Empfindsamkeit.“

### Dritter Satz: Menuetto
Es-Dur, 3/4-Takt, mit Trio 58 Takte

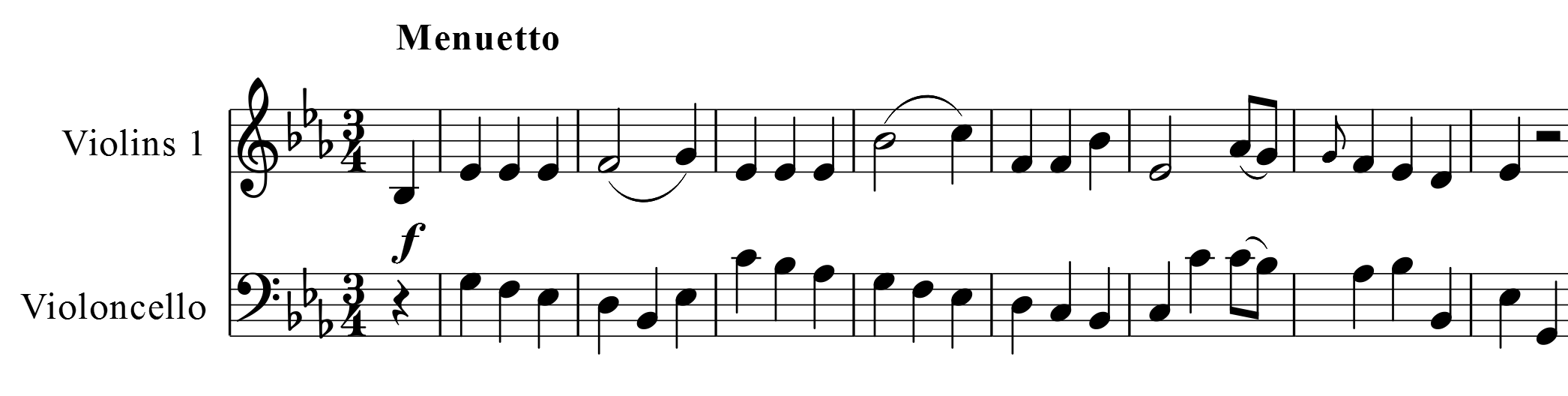
Beginn des Menuetts

Das feierlich-lebhafte Menuett wird in der Literatur teilweise als besonders gelungen hervorgehoben. Die parallel geführten Oberstimmen (Oboen, 1. Horn und Violinen) spielen das auftaktige Hauptthema mit dreifacher Tonrepetition und Sekund-Vorhalt. Dazu begleiten die ebenfalls parallel geführten Viola und Bass gegenstimmenartig mit einer kontinuierlich voranschreitenden Viertel-Bewegung. Eine kurze Coda, die etwas an den Anfang vom ersten Satz erinnert, beendet das Menuett.
Das Trio steht in c-Moll und ist aus zwei zehntaktigen Teilen aufgebaut. Die ersten vier Takte beider Teile sind identisch, die übrigen sechs kadenzieren im ersten Teil nach B-Dur, im zweiten nach Es-Dur. Im Gegensatz zum Menuett mit aufsteigender Melodik ist das Trio eher durch fallende Linien gekennzeichnet.

„Im Trio beweist uns Haydn, dass eine einzige Viertaktphrase (2+2), selbst wenn sie viermal hintereinander zu hören ist, nicht langweilig wirkt, wenn sie zunächst eine Kadenz auf der Dominante, dann eine auf der Tonika vorbereitet.“

### Vierter Satz: Allegro
Es-Dur, 2/2-Takt (alla breve), 202 Takte
Das erste Thema (Hauptthema) wird piano von den Streichern vorgestellt. Es hat einen ruhigen, etwas lyrischen Charakter mit anfangs aufstrebend-dynamischem, dann zurückhaltend-zögerndem Gestus. Wie auch am Anfang des ersten Satzes, besteht das Thema aus durch Pausen getrennten Phrasen. Die ersten beiden Phrasen sind fünftaktig, Phrase 3 besteht aus der Wiederholung des aufsteigend-vorwärtsdrängenden Themenkopfs inklusive Akzenten und geht nahtlos in den stürmischen Forte-Block ab Takt 14 über (auch hierin besteht eine Ähnlichkeit zum ersten Satz). Der Forte-Block basiert auf einem Motiv aus gebrochener Akkordfigur in Achteln und dreifacher Tonrepetition in Vierteln, wobei das letzte Viertel durch einen Pralltriller verziert ist. Nach einer Zäsur auf F-Dur setzen die parallel geführten Violinen in der Dominante B-Dur piano mit ausholend-kontinuierlicher Achtelbewegung ein, kurz darauf gefolgt von den Bässen. Die lebhafte Bewegung kommt in Takt 48 in B-Dur zur Ruhe. Durch Pausen getrennt, spielen die Streicher nun eine ruhige, nach F-Dur führende Kadenz mit ganztaktigen Noten. Die anschließende Schlussgruppe im Forte, die die 1. Violine mit einer „halsbrecherischen“ Figur einleitet,  hat wiederum lebhaft-stürmischen Charakter.
Die Durchführung geht vom Hauptthema in B-Dur aus und anschließend in einen langen, stürmischen Forte-Block über, der das Pralltriller-Motiv variiert und ansonsten vor allem rasante-Achtel-Ketten der Bässe unter Tremolo der Violinen enthält. Piano leitet die ausholend-kontinuierliche Violinenbewegung zur Reprise zurück.
Die Reprise ab Takt 105 ist ähnlich der Exposition strukturiert, allerdings ist der Forte-Block mit dem Pralltriller-Motiv verkürzt. Exposition sowie Durchführung und Reprise  werden wiederholt.
Unerwartet schließt sich nun noch eine Coda an (einen ähnlichen Effekt benutzt Haydn im letzten Satz der Sinfonie Nr. 90) Ausgehend vom aufstrebenden Kopf des Hauptthemas, bleiben die durch über einen Takt lange Generalpausen getrennten „Anläufe“ in teils chromatischen Verzögerungen aus halben und ganztaktigen Noten stecken. Erst der auf der Schlussgruppe basierende Anlauf führt den Satz als Stretta zum Ende.